# Osvaldo Sáez
Osvaldo Sáez Álvarez (ur. 13 sierpnia 1923, zm. 1959) – piłkarz chilijski grający podczas kariery na pozycji pomocnika.

## Kariera klubowa
Podczas kariery piłkarskiej Osvaldo Sáez występował w Santiago Wanderers oraz w stołecznym CSD Colo-Colo. Z Colo-Colo zdobył mistrzostwo Chile w 1953.

## Kariera reprezentacyjna
W reprezentacji Chile Sáez zadebiutował 16 stycznia 1946 w przegranym 0-1 spotkaniu w Copa América z Urugwajem. Na turnieju w Argentynie Chile zajęło piąte miejsce, a Sáez wystąpił tylko w tym meczu. W 1947 po raz drugi uczestniczył w turnieju Copa América, na którym Chile zajęło czwarte miejsce. Na turnieju w Ekwadorze Sáez wystąpił w sześciu meczach: z Urugwajem, Peru (bramka), Ekwadorem, Paragwajem, Kolumbią (2 bramki) i Boliwią (2 bramki).
W 1950 roku został powołany przez selekcjonera Arturo Bucciardiego do kadry na mistrzostwa świata w Brazylii. Na mundialu Sáez był rezerwowym i nie wystąpił w żadnym meczu.
W 1952 uczestniczył w pierwszej edycji mistrzostw panamerykańskich, na którym Chile zajęło drugie miejsce. Na tym turnieju Sáez wystąpił we wszystkich pięciu meczach: z Panamą, Meksykiem, Peru, Urugwajem i Brazylią.
W 1953 po raz trzeci uczestniczył w turnieju Copa América, na którym Chile zajęło czwarte miejsce. Na turnieju w Peru Sáez wystąpił w pięciu meczach: z Paragwajem, Urugwajem, Peru, Brazylią i Boliwią. Ostatni raz w reprezentacji wystąpił 21 lutego 1954 w przegranym 1-3 spotkaniu eliminacji mistrzostw świata z Paragwajem. Od 1946 do 1954 roku rozegrał w kadrze narodowej 21 spotkań, w których zdobył 5 bramek.